# Tommy Lucchese
Gaetano Thomas „Tommy” Lucchese, pseudonim „Three – Finger Brown”(ur. 1 grudnia 1899 – zm. 13 lipca 1967) – jeden z czołowych bossów nowojorskiego świata przestępczego, który wykrystalizował się po słynnej Wojnie Castellammarese, szef Rodziny Lucchese (po naturalnej śmierci poprzedniego szefa Toma Gagliano w 1951 lub 1953 roku). Rodzina Lucchese jest obecnie jedną z pięciu nowojorskich rodzin mafijnych (obok Gambino, Bonanno, Colombo i Genovese).
Urodził się w Palermo na Sycylii, do Stanów Zjednoczonych przybył w 1911 roku. Wielokrotnie był aresztowany za kradzieże, włamania i paserstwo, ale skazany był jedynie za kradzież w latach dwudziestych. Specjalista od mokrej roboty, na tym polu rywalizował z Albertem Anastasią, wieloletni współpracownik Lucky Luciano – razem pracowali dla Giuseppe „Joe Boss” Masserii.
W trakcie Wojny Castellammarese odpowiedzialny za wyeliminowanie wielu ludzi Salvatore Maranzano – podejrzany był o popełnienie ok. 30 morderstw.
Po śmierci Salvatore Maranzano, w którą był zamieszany (to on miał wskazać zabójcom właściwy cel) awansował w hierarchii w nowojorskiej nowej mafii.
Uznawany za jednego z najinteligentniejszych bossów świata przestępczego, przez wiele lat unikał wyroków skazujących, cieszył się wielkim szacunkiem wśród innych bossów.
Rodzina Lucchese, której przewodził odpowiedzialna była za min.
- handel narkotyków,
- nielegalny hazard,
- lichwę,
- przemysł odzieżowy (kontrola nad związkami zawodowymi, wypłacanie niższych wynagrodzeń pracownikom).

Zmarł 13 lipca 1967 roku (cierpiał na chorobę wieńcową, kilka miesięcy wcześniej przeszedł operację guza mózgu) – na pogrzebie udział wzięli min. Carlo Gambino, Aniello Dellacroce.